# Szamoa
Szamoa, hivatalosan Szamoai Független Állam két nagy szigetet, Upolut és Savaiʻit, valamint 8 kisebb szigetet foglal magába a Csendes-óceán délnyugati részén, az egyenlítőtől 1 500 kilométerre délre. Az ország legmagasabb pontja a Mauga Silisili, a két főszigetet az Apolima-szoros választja el egymástól. A területét tekintve körülbelül Vas vármegye méretű országban 196 000-en laknak, népsűrűsége alig kétharmada a magyarországi adatnak. Keletről Amerikai Szamoával, délről Tongával, nyugatról Wallis és Futunával, északról pedig Tokelauval osztozik közös tengeri határon.
Az ország neve szamoai eredetű, jelentése a törzset jelentő Sā kifejezésből és egy helyi királyi dinasztia, a Moa  szó összetételéből származik. Az őslakos szamoaiak által benépesített Szamoa-szigeteket 1722-ben fedezte fel a holland Jakob Roggeveen; az európai hatalmak 1899-ben gyarmatosították az országot. A háromhatalmi egyezmény értelmében a szigetcsoport nyugati részén, a jelenlegi állam területén a németek hozták létre gyarmatukat  Német Szamoa néven, míg a keleti szigetek Amerikai Szamoaként az USA gyámsága alá kerültek. Németország első világháborús veresége után az ország Új-Zéland fennhatósága alá került Nyugat-Szamoai Gyámsági Terület néven. Szamoa 1962-ben nyerte el függetlenségét.  Az angol és a szamoai egyaránt hivatalos nyelv. Az ország jelenlegi miniszterelnöke Fiamē Naomi Mataʻafa.

## Földrajz

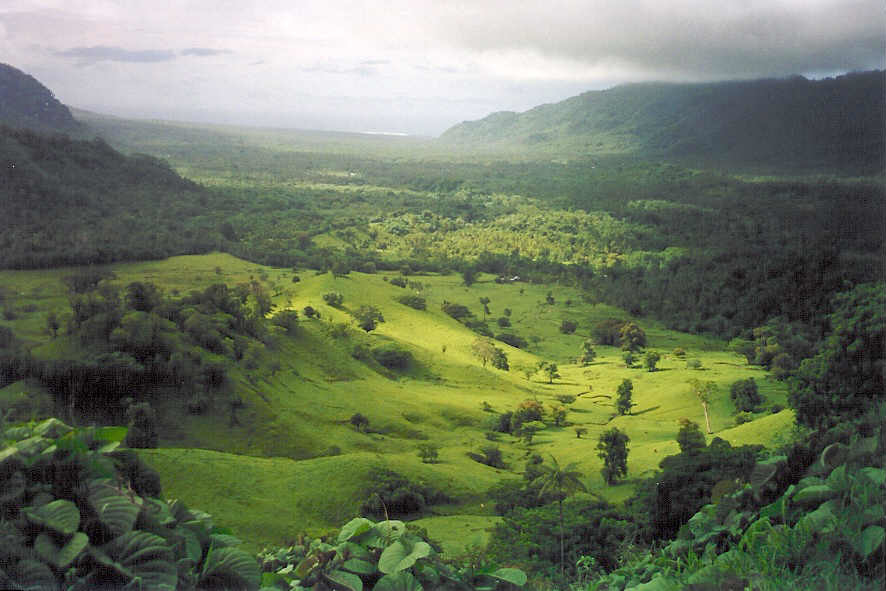
Falefa-völgy, Upolu

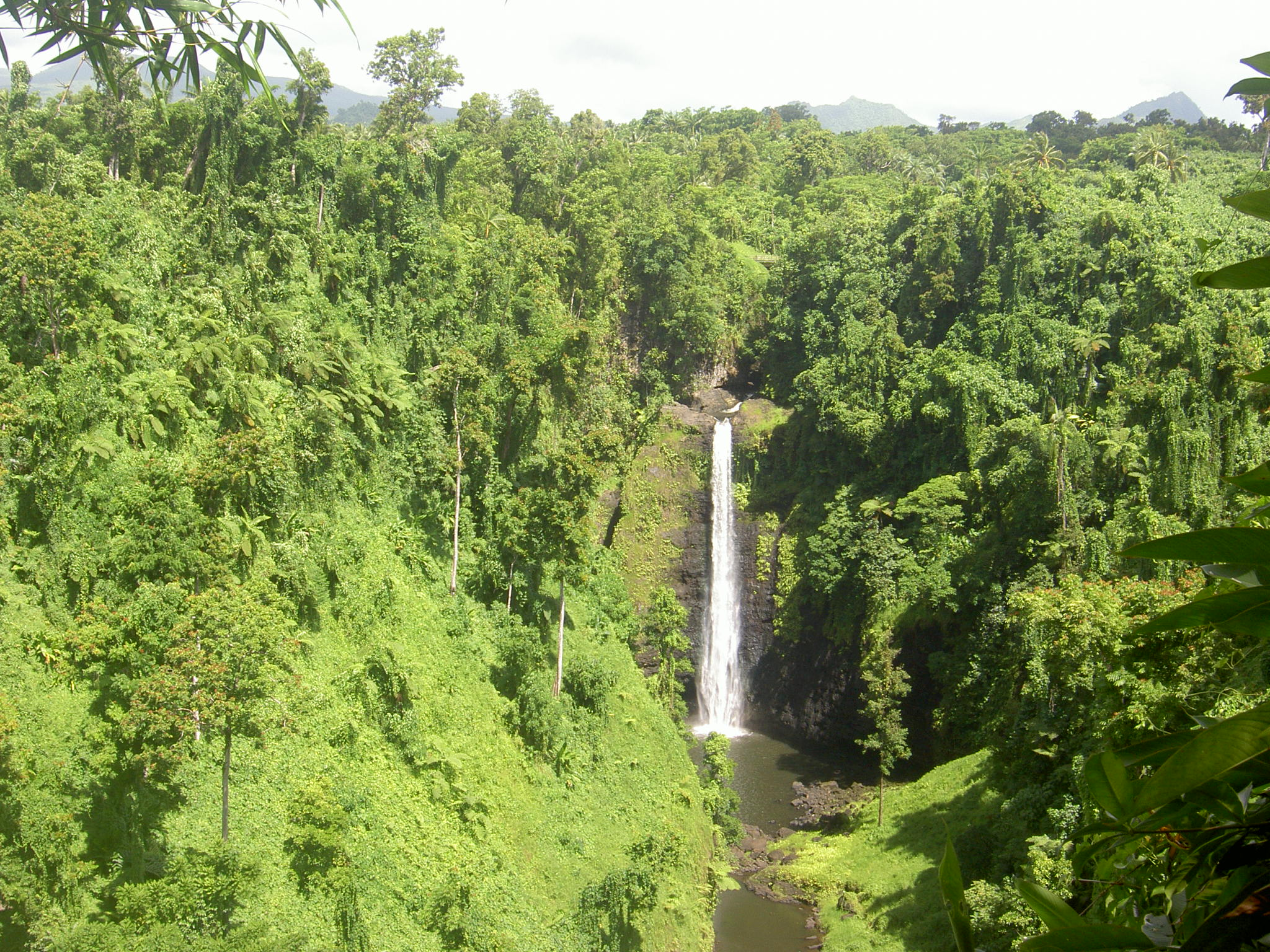
Sopoaga-vízesés, Upolu

Szamoa a Délnyugat-Csendes-óceánon fekszik, az egyenlítő vonalától délre. Keleti szomszédjától, Amerikai Szamoától 130 km-re, a volt gyarmattartó Új-Zélandtól 2900 km-re, Hawaiitól pedig 4200 kilométer távolságra, délnyugatra található. Az ország földrajzilag és kulturálisan egyaránt a Szamoa-szigetekhez tartozik, a szigetsor nyugati része tartozik a fennhatósága alá. Az ország szárazföldi területének szinte teljes egészét a két fősziget, Savaiʻi (1708 km²) és Upolu (1125 km²) fedi le. A főváros, Apia Upolu északi partján fekszik, itt található az ország politikai és gazdasági központja.

### Domborzat
Az ország geológiailag a Szamoa-szigetek többi tagjához hasonlóan a Szamoai forrópont vulkanizmusának köszönheti létét. A szigetlánc legnyugatibb tagja, Savaiʻi mintegy 5,5 millió évvel ezelőtt keletkezett, majd a Csendes-óceáni-lemez mozgásának következtében nyugat felé sodródott, így újabb szigetek jöhettek létre a forrópont fölött, amely jelenleg a Mount Vailuluʻu tenger alatti vulkán alatt helyezkedik el. Savaiʻi és Upolu lényegében egy-egy hatalmas pajzsvulkán, amelynek alig néhány százaléka emelkedik ki a tenger felszíne alól. Ennek köszönhető a szigetek domborzatának hegyvidéki jellege. Az ország legmagasabb pontja a Savaiʻin található Mauga Silisili, amely 1858 méterrel magasodik a tengerszint fölé. A két főszigetet az Apolima-szoros választja el; az összeköttetést kompjárat biztosítja. A szorosban található az ország másik két lakott szigete, a parányi Apolima és Manono-sziget.
Jelenleg aktív vulkáni tevékenység csak Savaiʻi szigetén észlelhető. Az 1700-as években volt egy nagyméretű vulkánkitörés, majd 1604–1606 között voltak kisebb kitörések, amelyek létrehozták az 50 km² kiterjedésű Saeaula-lávamezőt.

### Vízrajz
Az ország nem rendelkezik nagy vízhozamú folyókkal, a bőséges csapadéknak köszönhető állandó patakok mind a szigetek középpontjában található hegyvidéken erednek és rövid út megtétele után közvetlenül az óceánba ömlenek. A legbővizűbb vízfolyás a Savaiʻin található Maliolio-folyó, amely 26 kilométeres hosszúságával egyben az állam leghosszabb folyója is. Áradásai gyakran sújtják a környező településeket.

### Éghajlat
A szigetek klímája trópusi, az időjárás egész évben párás. Az éves csapadékmennyiség területenként erősen változó, amíg a partvidéken évente 2540 mm eső esik, addig ez az érték a belső hegyvidéken elérheti a 7620 mm-t is. Az év során két évszak különböztethető meg: májustól októberig tart a száraz időszak, amikor a kedvező időjárási körülmények sok turistát vonzanak, majd novembertől áprilisig egy csapadékosabb évszak következik. A hőmérséklet alig változik, egész éveben 24–30 °C körül mozog. A tengervíz az év legnagyobb részében kicsit melegebb, mint 20 °C. Az uralkodó szélirány a délkeleti; ez az esős évszakban, novemberben és decemberben északira változik, ekkor gyakoriak a tomboló viharok: tájfunok és hurrikánok söpörnek végig a szigeteken.
| Hónap                         | Jan. | Feb. | Már. | Ápr. | Máj. | Jún. | Júl. | Aug. | Szep. | Okt. | Nov. | Dec. | Év   |
| ----------------------------- | ---- | ---- | ---- | ---- | ---- | ---- | ---- | ---- | ----- | ---- | ---- | ---- | ---- |
| Átlagos max. hőmérséklet (°C) | 30,0 | 29,0 | 30,0 | 30,0 | 29,0 | 29,0 | 29,0 | 28,0 | 28,0  | 29,0 | 30,0 | 29,0 | 29,2 |
| Átlagos min. hőmérséklet (°C) | 23,0 | 24,0 | 23,0 | 23,0 | 23,0 | 23,0 | 23,0 | 23,0 | 23,0  | 23,0 | 23,0 | 23,0 | 23,1 |
| Átl. csapadékmennyiség (mm)   | 450  | 380  | 350  | 250  | 160  | 120  | 80   | 80   | 130   | 170  | 160  | 370  | 2700 |
| Forrás: Weatherbase           |      |      |      |      |      |      |      |      |       |      |      |      |      |

### Élővilág, természetvédelem

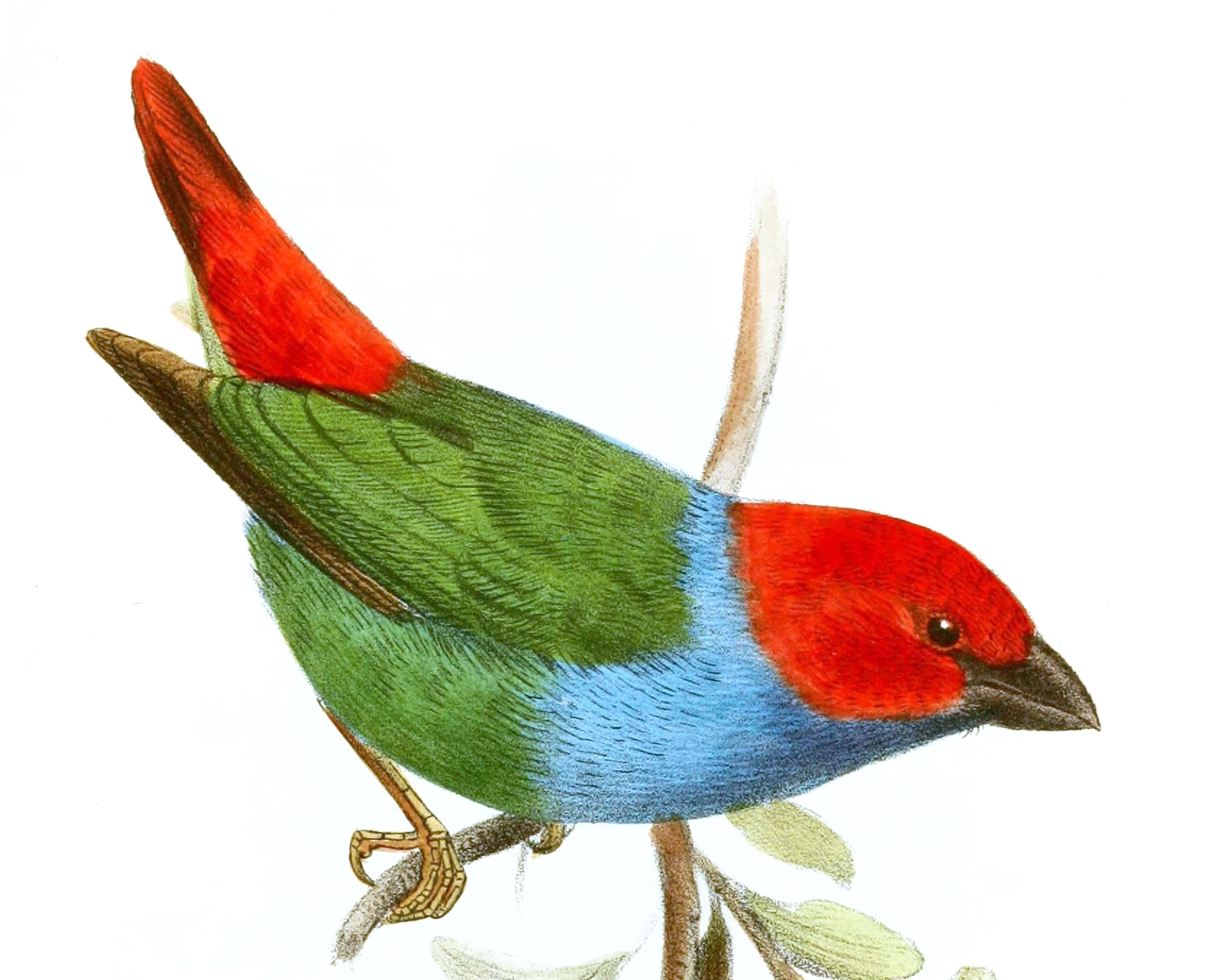
Szamoai papagájamandina

Szamoa természetes növénytakarója a partvidéken a buja esőerdő, a hegyvidékéket felhőerdő-vegetáció borítja. Mára a partvidéken nagyrészt kiirtották az erdőt, és taró-, valamint kókuszpálma-ültetvényekkel helyettesítették. A szigeteken jelenleg 83 madárfaj él, amelyből 10 endemikus. A madárvilág jellegzetes tagjai a szamoai papagájamandina, a tahiti póling, a szalagos guvat és a szamoai legyezőfarok. Az ország területén élő egyetlen őshonos emlősfaj a denevérek rendjéhez tartozó veszélyeztetett szamoai repülőkutya. Az európaiak hurcolták be a szigeteken élő elvadult marhákat, disznókat és patkányokat. Szamoán ezenkívül számos őshonos gyík, két boafaj, valamint színes pók és rovarvilág él. 1978-ban alakították ki az ország első nemzeti parkját, az O Le Pupu Pue Nemzeti Parkot. Az ország számos súlyos környezeti problémával küzd, komoly gondot okoz a kivágott erdők termőtalajának erodálódása, a gyakori földcsuszamlások, az erdőtüzek és a főváros, Apia körzetében a természetes vizek ipari eredetű szennyezése.

#### Nemzeti parkjai
Szamoa jelenleg két nemzeti parkkal rendelkezik, valamint 12 természetvédelmi területtel.
| Sorszám | Nemzeti Park    | Igazgatóság | Terület | Alapítva |
| ------- | --------------- | ----------- | ------- | -------- |
| 1       | Lake Lanoto’o-i | Apia        | 8500 ha | 1976     |
| 2       | Pupu Pu'e       | Apia        | 5489 ha | 1978     |

#### Természeti világörökségei
Szamoa jelenleg nem rendelkezik világörökségi helyszínnel, két jelöltje van a javaslati listán:
- Fagaloa Bay – Uafato Tiavea Természetvédelmi Terület (Kulturális és természeti, 2006)
- Manono, Apolima és Nuulopa Kultúrtáj (Kulturális, 2006)

#### Éghajlatváltozás
Az éghajlatváltozás hatásai napjainkban már az ország valamennyi gazdasági szektorát érintik. Egyre gyakoribbak a szélsőséges viharok és hirtelen, rövid idő alatt lezúduló csapadékmennyiségek, ezzel párhuzamosan egyre többször fordulnak elő a korábban szokatlannak számító, hosszan tartó aszályos időszakok. A globális felmelegedés miatt melegedő óceán fenyegeti az ország korallzátonyait, és a tengerszint emelkedés is komoly kihívás elé állíthatja Szamoát, mivel településeinek és mezőgazdasági területeinek, valamint infrastruktúrájának mintegy 70%-a az alacsonyan fekvő, veszélyeztetett zónában fekszik. A klímaváltozás hatásainak kezeléséhez 2014-ben a szamoai kormányzat egy 12,3 millió dolláros csomagot fogadott el. Az országnak a globális felmelegedés okozta krízishelyzet kezelésében nyújt pénzügyi és technikai segítséget az ENSZ Fejlesztési Programja. A Legkevésbé Fejlett Országok Alapítvány (LDCF) támogatásával valósul meg a program, amely a kulcsfontosságú gazdasági szektorok bevonásával hosszú távú stratégiát dolgoz ki a felmelegedés kezelésére. Suluimalo Amataga Penaia, a szamoai természeti erőforrások és környezetvédelem minisztériumának vezérigazgatója így fogalmazott:
„Nem tudunk tovább növekedni és fejlődni nemzetként, hacsak nem biztosítjuk, hogy minden beruházást, legyen szó akár infrastruktúráról, élelmezésbiztonságról, ivóvíz-gazdálkodásról, gyógyászatról vagy turizmusról a klímaváltozás-előrejelzések legfrissebb adatainak tükrében vizsgáljunk meg és hajtunk végre. Rendkívül fontos a várható hatások kutatása, különös tekintettel a szélsőséges időjárási eseményekre és az ebből következő katasztrófákra.“

## Történelem

### Őslakos kultúrák
A Szamoa-szigetek első lakosai a lapita kultúra hajósai voltak, akik Kr. e. 1000 körül érkeztek meg. Az emberek magukkal hozták haszonnövényeiket és állataikat, többek között a banánt, a tarót, a kutyát és a disznót. A lapita korszakot a polinéz plainware kultúra követte Szamoán (i. e. 500 – i. sz. 300), amelyre az izoláció és az egyszerű díszítésű agyagedények készítése volt jellemző. Az ezt követő tradícionális korszakban (300–1722) alakult ki a részben máig fennmaradt társadalmi rendszer, a fa'amatai, amely a törzsfők (mataik) és a nemesi klánok fennhatóságán alapul. Polinézia szigetcsoportjai között fellendült a kereskedelem és ez különböző thasszalokráciák (tengeri birodalmak) felemelkedéséhez vezetett. Szamoa először egy fidzsi központú államalakulat, a Tui Pulotu föderáció érdekszférájába került, majd egy szamoai klán, a Tui Manu'a hódította meg a környező szigeteket. A klán hatalmának összeomlása után egy időre a Tonga Birodalom foglalta el Szamoát.

### Kapcsolatfelvétel az európaiakkal
1722-ben a holland Jakob Roggeveen fedezte fel a szigeteket. A következő látogató Louis-Antoine de Bougainville francia felfedező volt, aki 1768-ban a Navigátor-szigetek nevet adta a Szamoának. Az 1830-as évek előtt korlátozottak maradtak a kapcsolatok az európaiakkal. Ekkortól angol misszionáriusok és kereskedők jártak ide. Az 1830-as évek végén kezdte missziós munkáját John Williams, a London Missionary Society tagja. Már a gyarmatosítás előtt megkezdődött egy korlátozott európai betelepülés a szigetekre, 1889-től haláláig itt élt Robert Louis Stevenson skót regényíró is, a Kincses sziget című könyv szerzője. Szamoát stratégiai helyzete miatt Németország, az Egyesült Államok és az Egyesült Királyság is magának szerette volna megkaparintani, így amikor polgárháború tört ki a szigeteken a németek és az amerikaiak a két szemben álló felet támogatták fegyverekkel. Hadihajóik közben farkasszemet néztek egymással a tengeren, de egy ciklon 1899-ben mindkét flottát elsüllyesztette. A három nagyhatalom végül megegyezett és a két nyugati sziget, Savaiʻi és Upolu német gyarmat lett, a keleti szigetek pedig Amerikai Szamoa néven amerikai fennhatóság alá kerültek.

### Gyarmati időszak

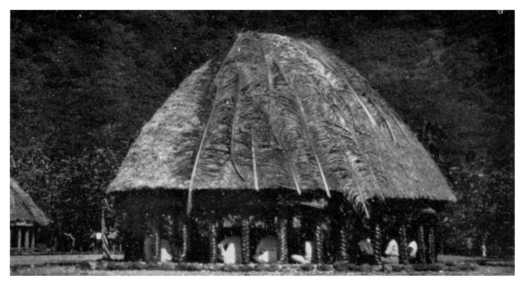
Hagyományos kerek épület

Szamoa első német kormányzója Wilhelm Solf volt, aki később a császári Németország gyarmatügyi minisztere lett. 1914. augusztus 29-én ’Upolu szigeten új-zélandi csapatok szálltak partra és ellenállás nélkül felszámolták a német hatalmat. Ezt Nagy-Britannia kérte Új-Zélandtól azért, hogy megszüntessék az itteni német rádióállomás működését.
Az első világháborútól 1962-ig Új-Zéland kormányozta Szamoát, az első időben népszövetségi mandátumterületként, később ENSZ gyámsági területként. Az új-zélandi adminisztráció ideje alatt két nagyobb incidens történt. Az első az volt, hogy az 1918–1919-es spanyolnáthajárványban a szamoai lakosság mintegy ötöde meghalt. 1919-ben királyi bizottság vizsgálta a járvány körülményeit. Megállapítása szerint a járvány a Tahune hajó 1918. november 7-i érkezésével kezdődött. A hajó Aucklandból jött és az új-zélandi adminisztráció hozzájárulásával megtörte a karantént. Hét nappal később Upoluban kitört az influenzajárvány és nagyon gyorsan elterjedt az egész területen.
A második nagyobb incidens a kezdetben békés Mau tiltakozó mozgalom volt. Az 1920-as évek elején az új-zélandi adminisztráció szamoai népet sújtó intézkedései ellen tiltakoztak. A Maut kezdetben Olaf Nelson vezette, aki szamoai–svéd félvér volt. Nelson száműzetésben élt az 1920-as évek végén és az 1930-as évek elején, de pénzügyileg és politikailag továbbra is támogatta a szervezetet. A szervezet újonnan választott vezetője, Tupua Tamasese Lealofi nagyfőnök is az erőszakmentesség híve volt. Követői békés tüntetést tartottak Apia belvárosában 1929. december 28-án. Az új-zélandi rendőrség letartóztatta a tüntetés vezetőit. Amikor ellenálltak a letartóztatásnak, összecsapás alakult ki a rendőrség és a Mau között. A rendőrtisztek összevissza lövöldöztek a tömegbe. Még az előkészületek idején felállítottak egy géppuskát, s azt használták is a Mau szétszórására. Tamasase főnököt meglőtték és megölték, miközben ő a tömeget próbálta lecsendesíteni, a „Peace, Samoa!” szavakat kiabálva. Aznap még tíz másik ember halt meg és kb. ötvenen sebesültek meg a géppuskalövedékektől és a rendőrök gumibotjaitól. Ez a nap a szamoaiak számára a fekete szombat. A Mau mozgalom tovább erősödött, zömében továbbra is erőszakmentes maradt és kiterjed a befolyásos, hagyományos női szervezetekre is. A szamoai nép ismétlődő erőfeszítései eredményeként Nyugat-Szamoa 1962-ben független lett és barátsági szerződés írt alá Új-Zélanddal. A Csendes-óceán térségében Szamoa vált elsőként független országgá.

### Független országként
Az 1997-es alkotmánykiegészítés megváltoztatta az ország nevét Nyugat-Szamoáról Szamoára. A névváltoztatást Amerikai Szamoa ellenezte, saját identitásuk veszélyeztetésének ítélve. Az ottani szóhasználatban továbbra is Nyugat-Szamoáról beszélnek. A két Szamoán ugyanaz a nép él, ugyanazt a nyelvet beszélik, de kultúrájuk mára erősen különbözik. Amerikai Szamoáról gyakran emigrálnak Hawaiiba és az Amerikai Egyesült Államok más részeire, sok amerikai szokást vettek fel. Amerikai futballt és baseballt játszanak. Nyugat-Szamoáról főleg Új-Zélandba emigrálnak, rögbit és krikettet játszanak.

### Dátumugrás
1892-ben a dátumválasztó vonal nyugati oldaláról a keletibe lépett át az ország. 2011-ben azonban fordítva, így Szamoán kimaradt a 2011. december 30-ai, pénteki nap, ugyanis december 29-én éjfélkor új időzónába lépett az ország, így 29-e után 31-e következett. Az időzónaváltás indoka az Ausztráliával és Új-Zélanddal való kereskedelem elősegítése, amit az eddig érvényben lévő időeltolódás nehezített. Az alkalmazottak megkapták pénteki bérüket, a bankok viszont nem számolhattak fel kamatot a pénteki napra. Érdekesség, hogy Amerikai Szamoa nem tért át másik időzónába.

## Államszervezet és közigazgatás

### Nemzeti jelképek

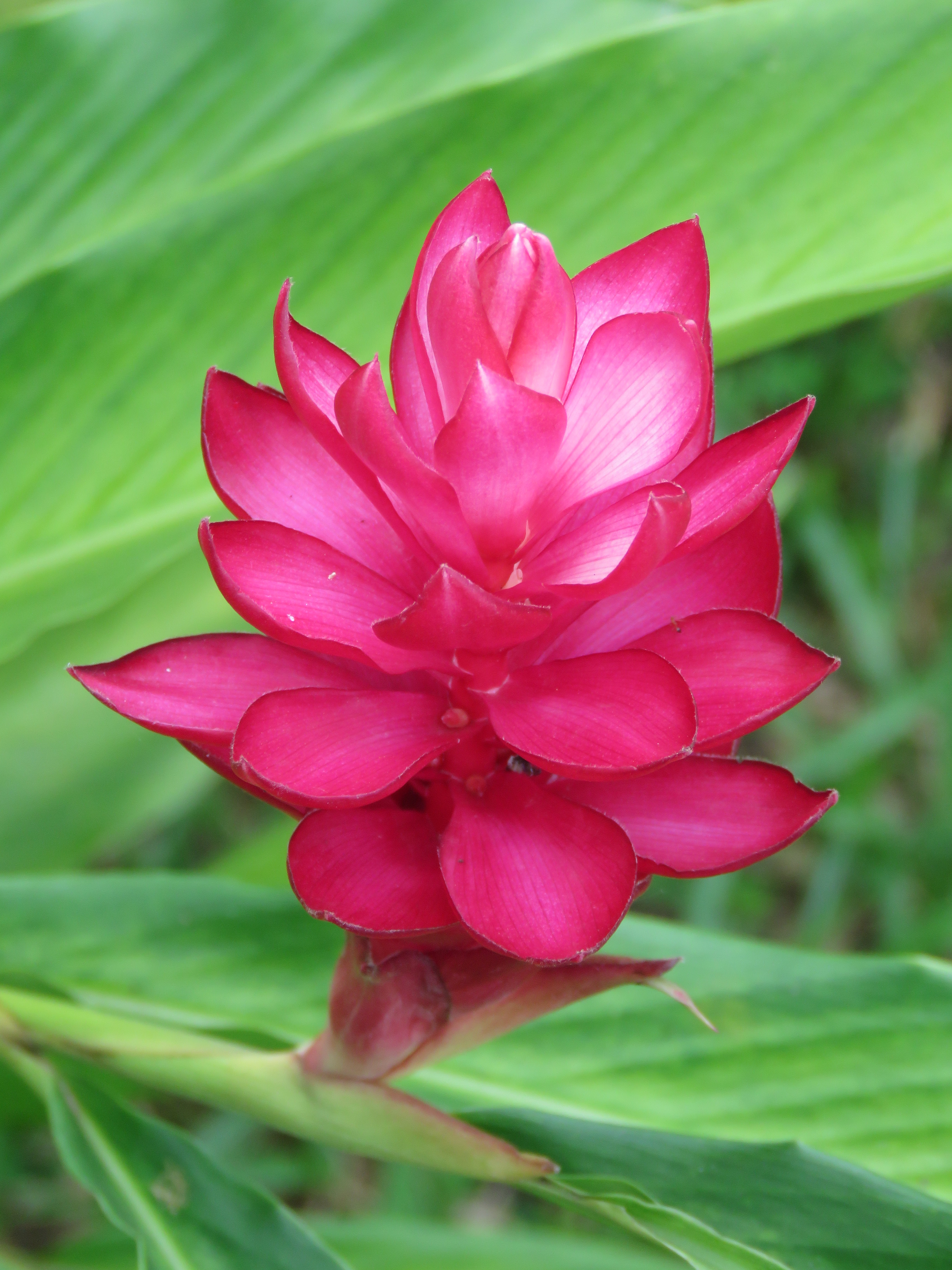
Vörös gyömbér, Szamoa nemzeti virága

A szamoai zászlóban megjelenő öt csillag a Dél Keresztjét, míg a kék szín a szabadságot, a vörös a bátorságot jelképezi és egyúttal az állam hagyományos színe. A nemzeti címer egy hullámok fölé emelkedő kókuszpálmát ábrázol, és megjelenik a Dél Keresztje, valamint a kereszténységet szimbolizáló kereszt is rajta. A címer hátterét az ENSZ logója alkotja, utalva az ország ENSZ-gyámsági terület múltjára. Szamoa nemzeti himnusza a Banner of Freedom, amelyet Sauni Iiga Kuresa fidzsii származású zeneszerző komponált 1962-ben. Az ország nemzeti virága a vörös gyömbér, más néven alpinia purpurata. Az örökzöld növény nevét erőteljes gyömbérillatáról kapta, virágzata élénk bíbor színű. Szamoa nemzeti madara az endemikus, veszélyeztetett fogasgalamb, régebbi nevén bagolycsőrű galamb (Didunculus strigirostris).

### Alkotmány, államforma
Az ország parlamentáris köztársaság. Az 1962-es függetlenségtől egészen 2007-ig parlamentáris monarchia. II. Malietoa Tanumafili király (1913–2007) halálát követően a következő államfőt már csak ötéves időtartamra választják és nincsenek királyi kiváltságai sem. Azóta az ország államformája köztársaság.
1970 óta a Nemzetközösség, 1976-tól az ENSZ tagja.

### Politikai pártok

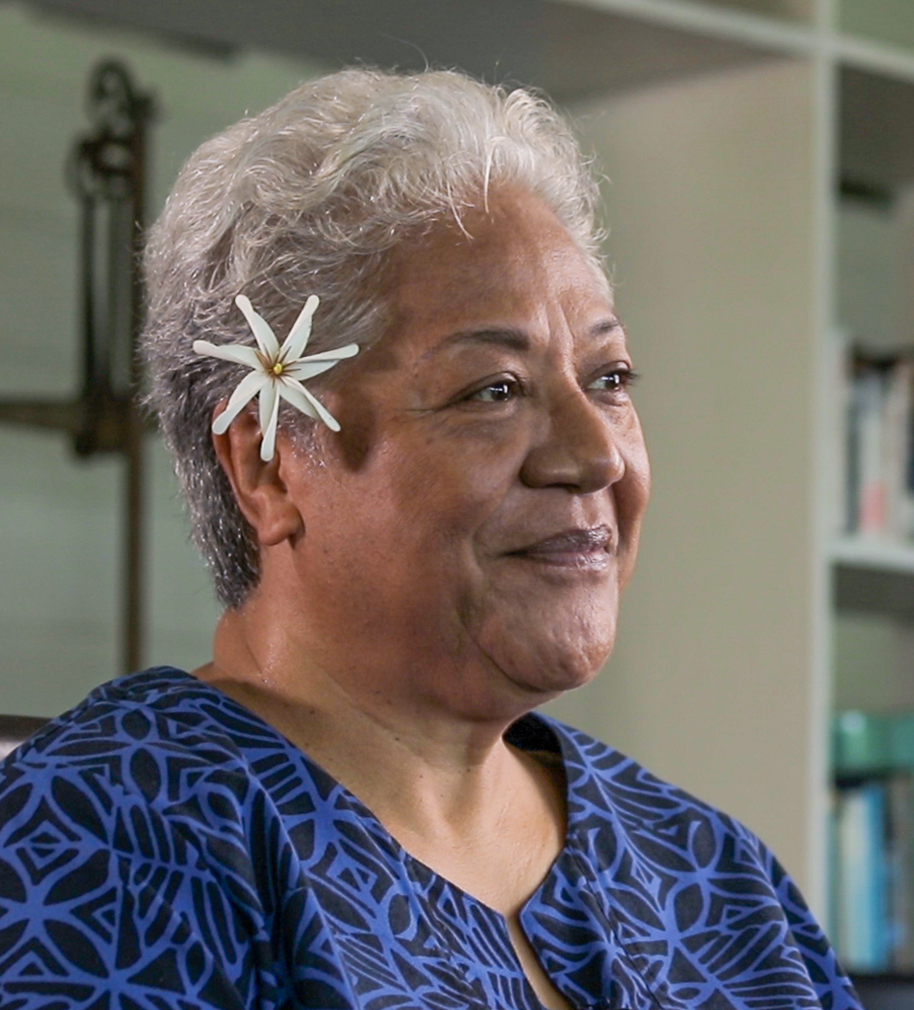
Fiamē Naomi Mata'afa miniszterelnök

A szamoai parlament, a Fono 49 tagját 5 évente választják a britekhez hasonlóan egyéni választókerületekben az ország 21 évesnél idősebb lakosai. Szamoa politikájának egyeduralkodó pártja az Emberi Jogok Védelmezője Párt nevű konzervatív formáció, amely 1982-óta dominálja az ország politikáját. Jelenlegi vezetője Tuilaepa Aiono Sailele Malielegaoi, az ország miniszterelnöke. A 2016-os választásokon a párt a szavazatok 57,3%-val a területi alapon torzító egyéni választókerületes rendszernek köszönhetően 35 helyet szerzett. (A győztes mindent visz.) A választásokat követően 10 független képviselő átállt a kormánypárti frakcióba, így az Emberi Jogok Védelmezője Párt jelenleg 9/8-os szupertöbbséggel kormányozhat. Az egyetlen parlamenti ellenzéki párt az agrárreformot követelő kereszténydemokrata Tautua Szamoa. A következő választást 2020 júliusában fogják tartani, Tuilapea már bejelentette, hogy ismét indulni fog a miniszterelnöki posztért.
Mataʻafa nyert a 2021-es választásokon de a korábbi miniszterelnök, Tuila'epa Sa'ilele Malielegaoi nem volt hajlandó távozni hivatalából, ami alkotmányos válsághoz vezetett. A válság a szamoai fellebbviteli bíróság 2021. július 23-án hozott döntésével oldódott meg, amikor is kimondta, hogy Mataʻafa május 24. óta miniszterelnök.

### Közigazgatási beosztás
Szamoa 11 adminisztratív körzetből áll, amelyek a hagyományos törzsi területek határait követik. A parlamenti választókörzetek nagyrészt a közigazgatási kerületek határain alapulnak, azonban a népesebb adminisztratív egységek több voksolási területre oszlanak.

| sorszám                                 | Körzet          | székhely               | terület (km²) | lakosság (2001) |
| --------------------------------------- | --------------- | ---------------------- | ------------- | --------------- |
| Upolu                                   |                 |                        |               |                 |
| 1                                       | Tuamasaga       | Apia                   | 479           | 83.191          |
| 2                                       | A'ana           | Falelatai              | 193           | 20.167          |
| 3                                       | Aiga-i-le-Tai1) | Mulifanua              | 27            | 4.508           |
| 4                                       | Atua2)          | Aleipata at Saleaaumua | 413           | 21.168          |
| 5                                       | Va'a-o-Fonoti   | Samamea                | 38            | 1.666           |
| Savaiʻi                                 |                 |                        |               |                 |
| 6                                       | Fa'asaleleaga   | Safotulafai            | 266           | 12.949          |
| 7                                       | Gaga'emauga3)   | Samalae'ulu            | 223           | 7.108           |
| 8                                       | Gaga'ifomauga   | A'opo                  | 365           | 4.770           |
| 9                                       | Vaisigano       | Neiafu                 | 178           | 6,643           |
| 10                                      | Satupa'itea     | Gautavai               | 127           | 5.556           |
| 11                                      | Palauli         | Vailoa i Palauli       | 523           | 8.984           |
|                                         | Szamoa          | Apia                   | 2 831         | 176 848         |
| 1) Manono, Apolima és Nu'ulopa együtt   |                 |                        |               |                 |
| 2) Aleipata-Inseln és Nu'usafe'e együtt |                 |                        |               |                 |
| 3) 2 kis exklávé falu Upolun            |                 |                        |               |                 |

### Védelmi rendszer és rendőrség
Szamoa nem rendelkezik reguláris katonai erővel semmilyen formában. Védelmi szerződése van Új-Zélanddal, amely Szamoa kérésére segítséget nyújt ellenséges támadás esetén. Az ország belső rendjét az 500 fős rendőrség tartja fenn, amely egy Guardian-osztályú járőrhajóval is rendelkezik. A szamoai rendőrség közvetlen jogelődje az új-zélandi fennhatóság alatt álló Nyugat-Szamoai rendőrség volt.

## Külkapcsolatok
1962-ben elnyert függetlenségét követően barátsági szerződést kötött a korábban a szigeteket mint gyámsági területet kormányzó Új-Zélanddal. A későbbiekben számos kétoldalú egyezményen túl Szamoa tagja lett többek között az ENSZ-nek (1976). Alapító tagja a Csendes-óceáni Fórumnak, tagja a Csendes-óceáni Közösségnek.

## Népesség

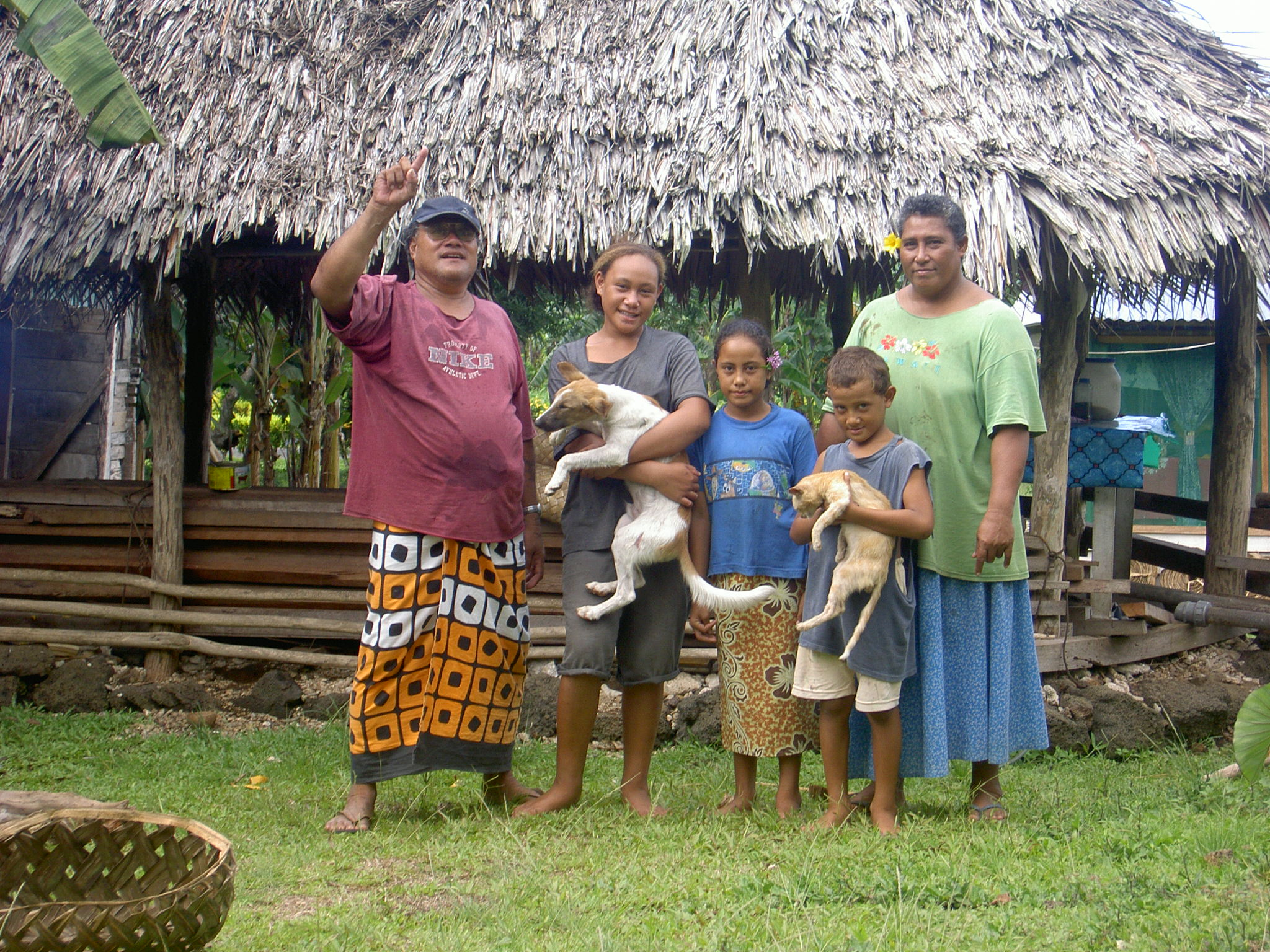
Szamoai család

### Népességének változása
| Lakosok száma | 108 645 | 130 687 | 148 889 | 154 763 | 160 030 | 165 568 | 172 979 | 178 794 | 187 429 | 200 010 |
|               | 1960    | 1966    | 1973    | 1979    | 1985    | 1992    | 1998    | 2004    | 2011    | 2021    |

### Legnépesebb települések
A szamoaiak legnagyobb része a szigetek benépesülése óta apró tengerparti falvakban él. Nagyon alacsony a városi lakosság aránya, 2004-ben alig 22% élt urbanizált területen, ez a szám 2018-ra 18,2%-ra csökkent. Az ország egyetlen jelentős városa a főváros, Apia, ezen kívül még a Savaiʻi szigetén fekvő kompkikötő, Salelologa rendelkezik ezzel a státusszal. Nagyobb lakosságú települések még Vaitele, Faleasiu és Vailele is.

### Vallás

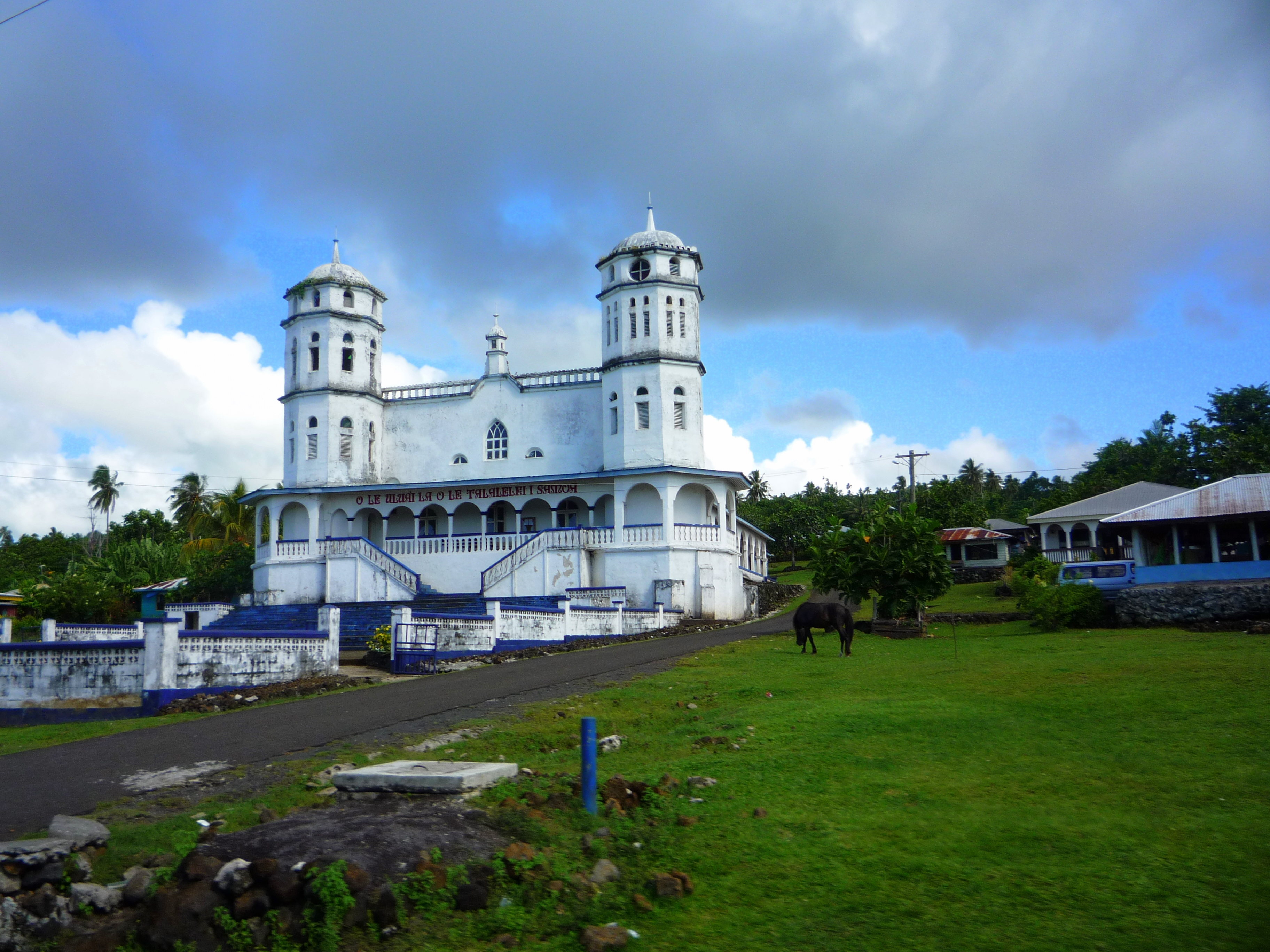
Templom, Salelologa, Savaiʻi

Az európai utazók érkezése előtt a szamoai őslakosság egy polinéz politeista törzsi vallást gyakorolt, amely összetett mitológiával rendelkezett. A vallási rítusokat általában a családfők és az idősek vezették. Az első keresztény misszionáriusok a 19.század első felében érkeztek meg a szigetekre és hamar megtérítették az ország lakosságát. A szamoaiak életében napjainkban is központi szerepet tölt be a vallás. A 2016-os népszámlálás adatai szerint a lakosság körében a legnagyobb felekezet a Szamoai Kongregacionalista egyház, amelyhez a népesség 29%-a tartozik, ezt követik 18,8%-kal a katolikusok, majd 16,9%-kal a helyi mormon közösség, a metodisták 12,4%-ot, az Isten Gyülekezetei (Assemblies of God) 6,8%-ot, a Hetednapi Adventista Egyház pedig 4,4%-ot tesz ki. A lakosság fennmaradó 11,8%-a különböző apró felekezetek gyülekezetéhez tartozik. A népesség alig 0,2%-a vallotta magát nem vallásosnak. Függetlenné válása után Szamoa szekularizált államként határozta meg magát, azonban a 2010-es évektől kezdődően a Tuilaepa Aiono Sailele Malielegaoi miniszterelnök által vezetett politikai formáció, az Emberi Jogok Védelmezője Párt kormányzása alatt a kereszténység egyre hangsúlyosabb szerepet kapott a közéletben is.  2017-ben végül megváltoztatták az alkotmányt, amelynek szövege immár „Az Atya, a Fiú és a Szentlélek által alapított ország”-ként hivatkozik Szamoára.

### Etnikai és nyelvi megoszlás
Szamoa államalkotó nemzete a polinéz népek családjába tartozó szamoai nép, akik Amerikai Szamoán is az őslakosságot alkotják. A népesség etnikailag meglehetősen homogén, a lakosság 92,6%-a helyi származású. A maradék 7%-ot a kevert európai-polinéz leszármazottak adják, az európaiak a népesség alig 0,4%-át tesz ki. Az őshonos népesség legnagyobb hányada napjainkban is apró tengerparti falvakban él, míg a kevert népesség a fővárosban, Apiában összpontosul. Az ország hivatalos nyelve a szamoai, amely beszélőinek több mint a fele Új-Zélandon, Ausztráliában vagy az Egyesült Államokban él a nagyfokú emigráció következtében.

## Gazdaság

Szamoa exporttermékeinek megoszlása 2019-ben

A hagyományos falusi társadalom Szamoán kollektivista jellegű volt és a törzsi, rokoni kapcsolatokon alapult. Az európai gyarmatosítás során létrejött a pénzalapú gazdaság, amely elsősorban a mezőgazdasági termékek exportjára épült. Az 1950-es évektől kezdődően a földművelés és a halászat mellett megnőtt az idegenforgalom, a szolgáltatások és a könnyűipar szerepe. Az ország számára nagyon fontos bevételi forrást képeznek a diaszpóraként az Egyesült Államokban és Új-Zélandon élő szamoaiak által hazautalt összegek, a háztartások bevételének mintegy hatoda külföldről származik. Szamoa az ENSZ besorolása szerint 2014-ben sikeresen áltépett a legkevésbé fejlett országok közül a fejlődő országok közé, GDP-je 2021-ben 844 millió $ volt, ami 4 217 $ egy főre jutó GDP-t jelent.

### Mezőgazdaság, erdőgazdálkodás és halászat

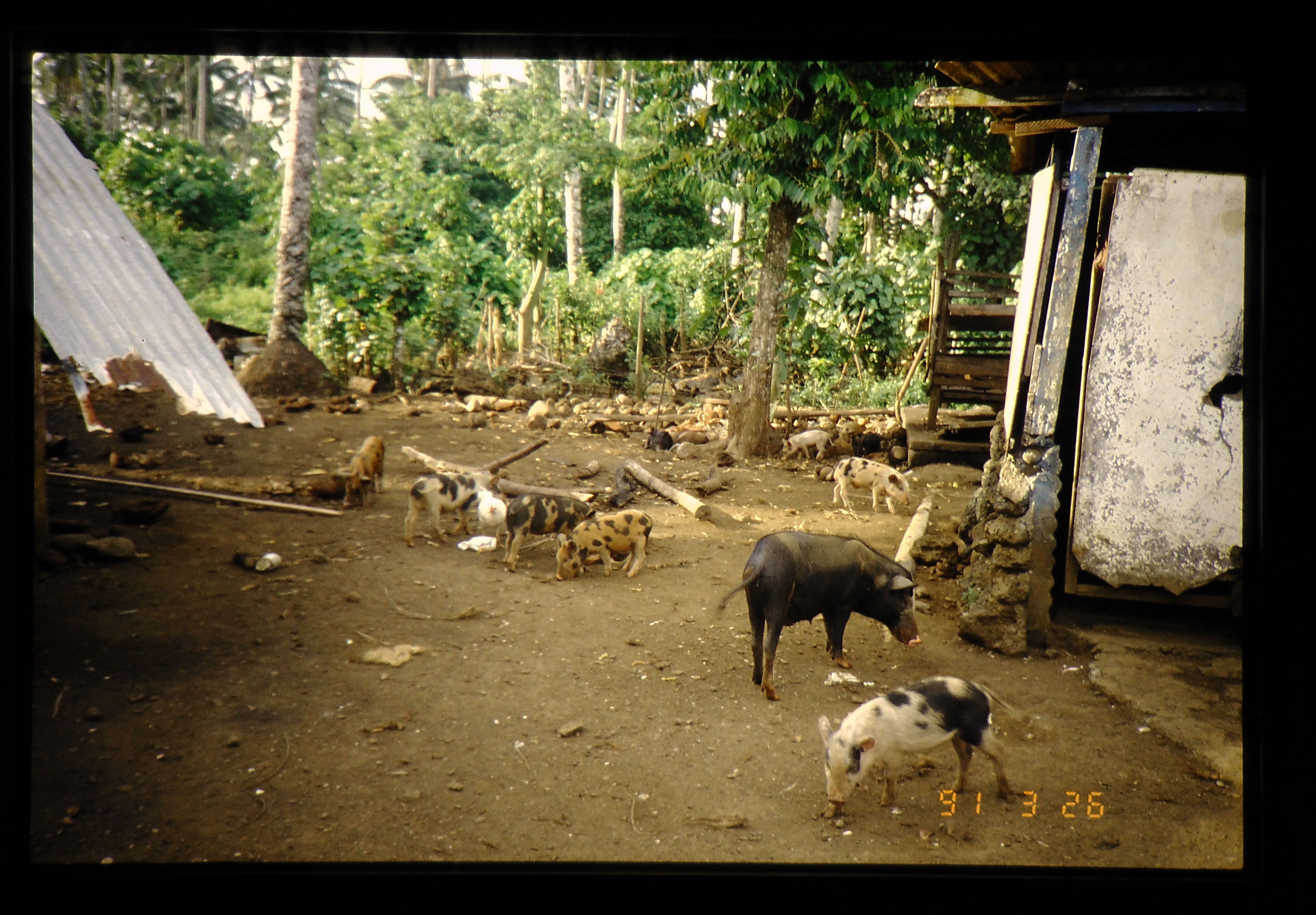
Disznók egy ház udvarán Upolu szigetén

A mezőgazdaság a szamoai GDP kétötödét teszi ki, és csaknem a lakosság 2/3-át foglalkoztatja. Ennek ellenére a termelés nem elégíti ki a helyi igényeket és az ország élelmiszerbehozatalra szorul. Az ültetvényeken kókuszdiót, tarót, mangót és és egyéb gyümölcsöket termesztenek. A szigetekre lesújtó tájfunok komoly károkat okoztak az 1990-es években, ezt elsősorban a taró-termelés sínylette meg, amelynek ekkor a levélrozsda járvánnyal is meg kellett küzdenie. Helyi fogyasztásra tenyésztenek szarmasmarhát, sertést és baromfit is. A halászat jelenleg fejletlen, de gyorsan növekvő ágazat. Az utóbbi évtizedekben megnőtt a fakitermelés szerepe is, amelyet újratelepítési programok kísérnek. 1954 és 1978 között az erdővel borított területek aránya 74%-ról 55%-ra csökkent, 2005-ben viszont újra elérte a 60%-ot.

### Természeti erőforrások és energia
Termékeny földjein, erdőin és turistákat vonzó „trópusi paradicsomi” természeti körülményein kívül az ország kevés erőforrással, ásványkinccsel rendelkezik. Szamoa energiaellátásának 62% import üzemanyagból származik, míg a fennmaradó hányadot egy upolui vízerőmű biztosítja.

### Ipar
A szamoai könnyűipar termékek széles skáláját gyártja, ezeket elsősorban a hazai piacra szánják. Többek között sört, cigarettát, kókusz olajokat és krémeket, szappant, festékeket és konzerv húsokat készítenek. Az 1990-es években Szamoára települt egy japán elektromos termékekkel foglalkozó összeszerelő-üzem, amely azóta is a kormány után a legnagyobb számú munkahelyet biztosítja az országban.

### Pénzügyi szektor
Az ország hivatalos pénzneme a szamoai tala, amelynek váltópénze a sene, 100 sene ér egy talát. A függetlenné válás előtt Nyugat-Szamoa az új-zélandi kormány tulajdonában lévő Bank of New Zealand által kibocsátott angol fontot használta. Amikor 1962-ben önállóvá vált az ország, bevezették a talát, amelyet először az új-zélandi dollárhoz árfolyamához kötöttek, a bankjegyeket a Bank of Western Samoa (Nyugat-Szamoai Bank) elnevezésű, részben az állam tulajdonában lévő kereskedelmi bank kezdte el kibocsátani. 1975-ben létrejött a Monetáris Testület, amelynek feladata a pénzkínálat szabályozása és a monetáris stabilitás létrehozása volt és megszüntették a tala új-zélandi dollárhoz való kötöttségét. A szamoai kormányzat a korai 1980-as évek gazdasági válsága után egy függetlenebb intézmény létrehozásában látta megoldást és 1984-ben létrehozta a Central Bank of Samoát (Szamoai Központi Bank). Az ország jelenleg számos kereskedelmi bankkal is rendelkezik és az offshore szolgáltatások részeként számos külföldi cég is ide van bejegyezve.

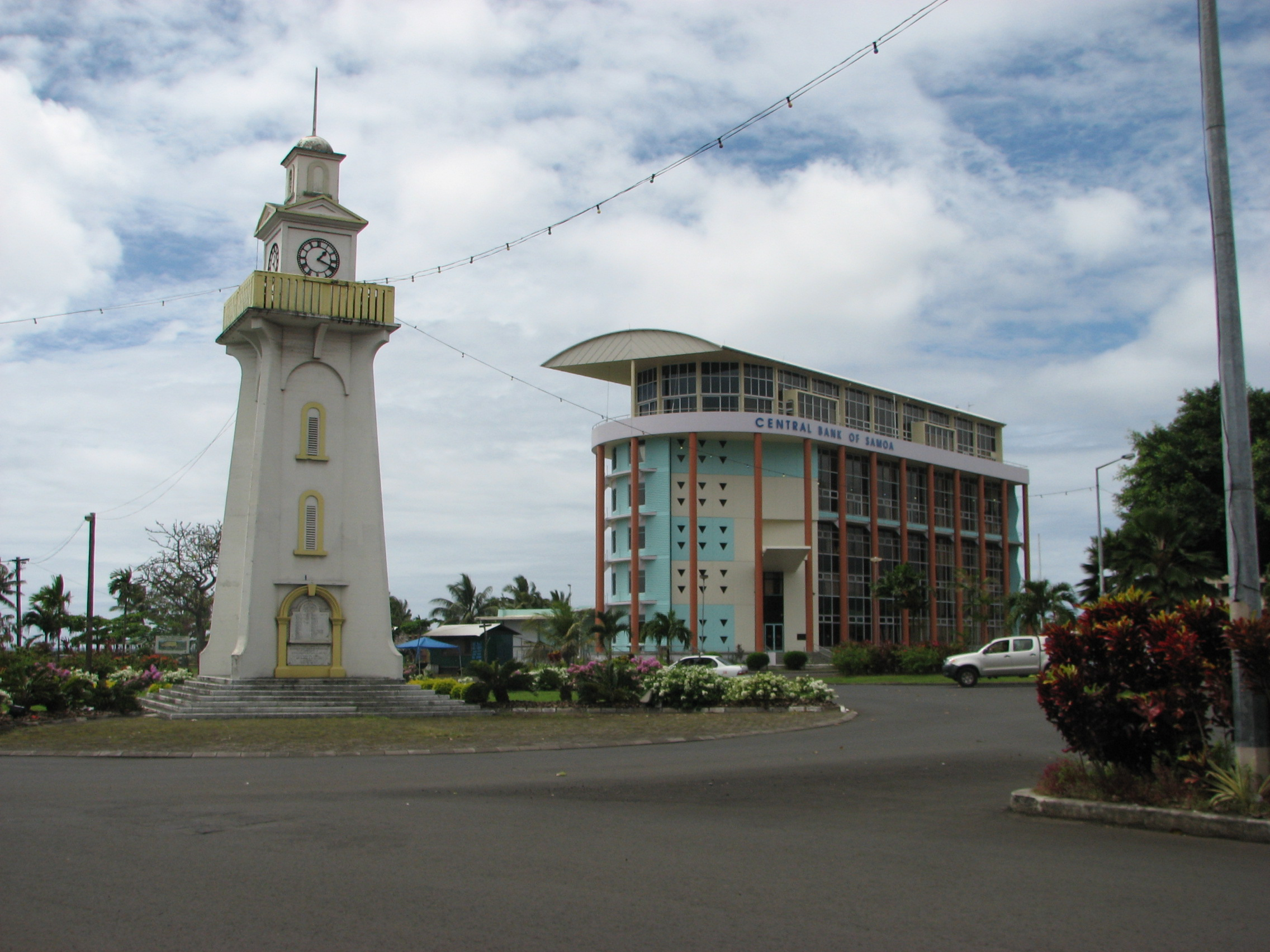
A Szamoai Központi Bank épülete
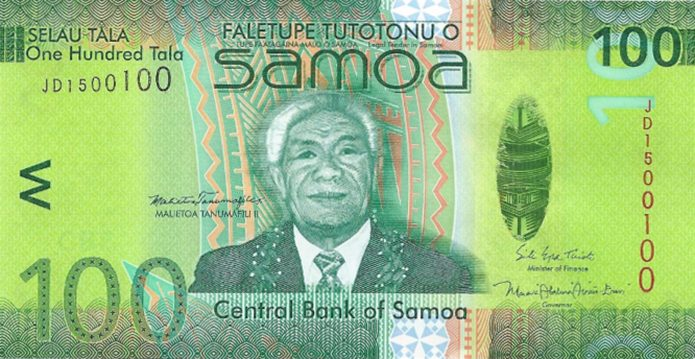
Száz talás bankjegy II. Malietoa Tanumafili arcképével

### Kereskedelem
Szamoa éves exportjának értéke 2018-ban 46 101 ezer $ volt, importja 362 883 ezer $-ra rúgott, ami erős külgazdasági deficitet jelent. legfontosabb exportpartnere Amerikai Szamoa, ezt követi Új-Zéland és a Tokelau-szigetek. Az importtermékek legnagyobb hányada Új-Zélandról érkezett, ezt követi Szingapúr, majd Kína. Az ország elsősorban élelmiszert, ipari termékeket, fogyasztási cikkeket és kőolajszármazékokat importált, legfontosabb exportcikkei pedig a kókuszdióból származó különböző termékek, a kakaó és a sör.

## Közlekedés

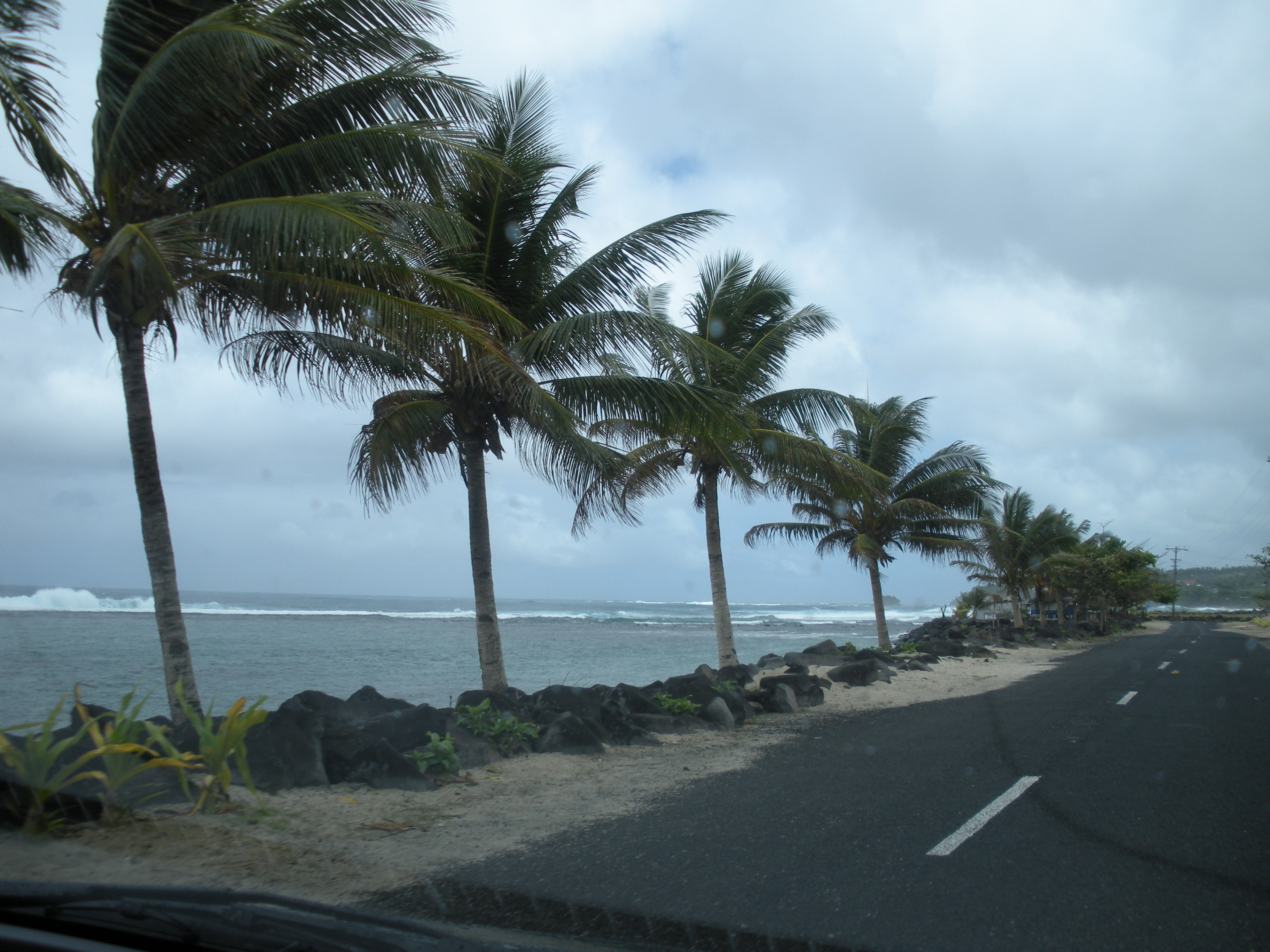
Tengerparti országút

Az ország közúthálózata meglehetősen fejlett, a közutak hossza 790 km, amelynek körülbelül 40%-át fedi burkolat. A közúthálózat legnagyobb részét a két fősziget, Savaiʻi és Upolu tengerpartján körbefutó utak adják, amelyek csaknem az összes települést bekapcsolják az országos közlekedésébe. A két földdarabot elválasztó Apolima-szoroson keresztül kompjárat biztosítja a az autós és gyalogos közlekedést. Az ország legfontosabb légikikötője az Upolu északnyugati partján fekvő Faleolo Nemzetközi Repülőtér, ahonnan az utasok Új-Zélandra, Tongára, Amerikai Szamoára, valamint Hawaiira utazhatnak. Szamoa állami tulajdonú légitársasága a Polynesian Airlines, amely a régió egyik legfontosabb  ilyen célú szervezete. Savaiʻi szigetén található még két kisebb, burkolatlan és csak gazdasági célokra használt repülőtér, a belföldi légiforgalom nem jelentős.  A közúti közlekedés 2009 óta bal oldali. A Samoa Airways és Talofa Airways naponta indítanak Szamoa és Amerikai Szamoa között repülőket.

## Telekommunikáció
| Hívójel prefix | 5W |
| ITU zóna       | 62 |
| CQ zóna        | 32 |

## Kultúra

### Oktatási rendszer

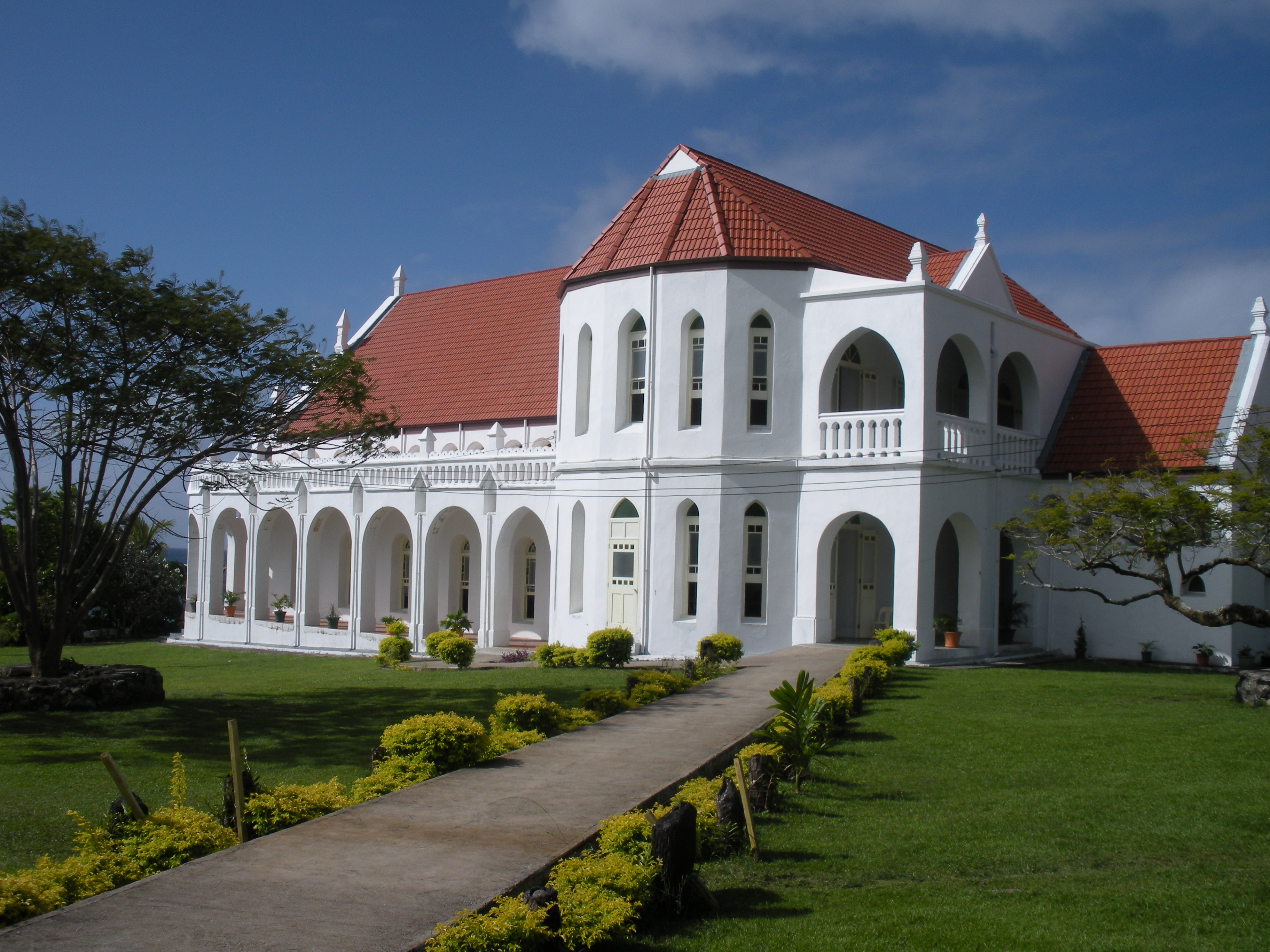
A Piulai Teológiai Főiskola épülete Upolu északi partján

Szamoa gazdasági fejlettségéhez mérten jól kiépült oktatási rendszerrel rendelkezik. Az UNESCO 2012-es jelentése alapján a felnőtt lakosság 99%-a tud írni és olvasni, szemben a csendes-óceáni regionális átlaggal, ahol ez az arány csak 71%. A kisgyermekkori oktatás legfontosabb helyszínei a falusi óvodák, amelyeket általában a helyi közösség működtet. Az általános iskolába beíratott gyermekek száma magas, csaknem minden tanuló elvégzi a nyolc általánost. Az iskolák fenntartói az Oktatási Minisztérium és öt egyházi misszió. A középiskolát már kevesebben járják ki, a gimnazista korú lányok 69,5%-a, a fiúk 50,6%-a látogat csak valamilyen oktatási intézményt. A kormányzat fenntart kiemelt középiskolai intézményeket is, ahol a tanítás angolul folyik. A hosszútávú cél az ország szamoai-angol kétnyelvűvé válása, amely segítheti Szamoa versenyképesebbé válását és gazdasági felzárkózását is. Az ország legfontosabb felsőoktatási intézményei a 2000 diákot oktató Szamoai Nemzeti Egyetem, a Piulai Teológiai Főiskola valamint a Dél-Óceániai Egyetem szamoai kampusza, de a legtöbb egyetemista fiatal Új-Zélandra, Ausztráliába vagy az USA-ba megy tanulni, ezt a gyakorlatot számos ösztöndíjprogram támogatja.

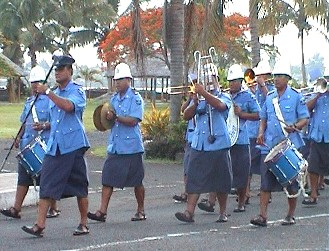
A rendőrség zenekara, Apia

### Tudomány
Új-Zéland kiterjedt tudományos és technikai segítséget nyújt Szamoa számára. Az ország tudományos életének fejlődését különböző projektekkel támogatja a volt gyarmattartó Németország, valamint Japán és az Egyesült Államok is. Az ENSZ Fejlesztési Programja segíti Szamoát a gyakori cunamik elleni védekezésben, valamint az ország nagy megújuló-energia potenciáljának kihasználásában és elmaradott elektromos hálózatának fejlesztésében. Az UNESCO Dél-Csendes-óceáni területi irodáját Apiában állította fel, amely a helyi kulturális és természeti örökség megóvásán túl célul tűzte ki a tudomány népszerűsítését a fiatalok körében a régióban. Az Apiában 1988-ban alapított Szamoa Nemzeti Egyetem rendelkezik egy természettudományi karral, az 1977-ben Apiában alapított Dél-Óceániai Egyetemen pedig agrár és jogtudományokat tanulhatnak a szamoai diákok.

### Gasztronómia

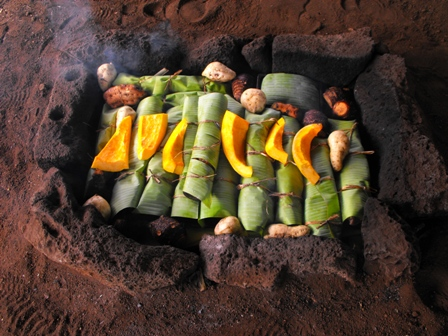
Hagyományos szamoai étel készül a felforrósított kövekből álló tűzhelyen, az umun

A szamoai ételkészítés hagyományos eszköze az umu: a földön tüzet raknak, amin kisméretű köveket hevítenek fel, majd ezeken sütik meg az előkészített ételeket. A fogások alapjai legtöbb esetben a taró és a kenyérfa gyümölcse, erre kerülnek rá a bőségesen termő trópusi gyümölcsök, mint a banán, az ananász, a csillaggyümölcs, a mangó és a papaja. A legtöbb szamoai ételnél fölhasználják a kókuszdió különféle részeit, a húsételek a két hagyományosan tartott háziállatból, a csirkéből és a disznóból készülnek. Fontos szerepet játszanak az étrendben a frissen fogott halak és a tenger gyümölcsei is. Népszerű alap fogás a palusami, amelynek készítése során kókuszhéjban sütnek kókuszkrémet az umu-n, valamint a citromlében, chiliben és hagymaágyon pácolt nyers hal, az oka.

## Turizmus

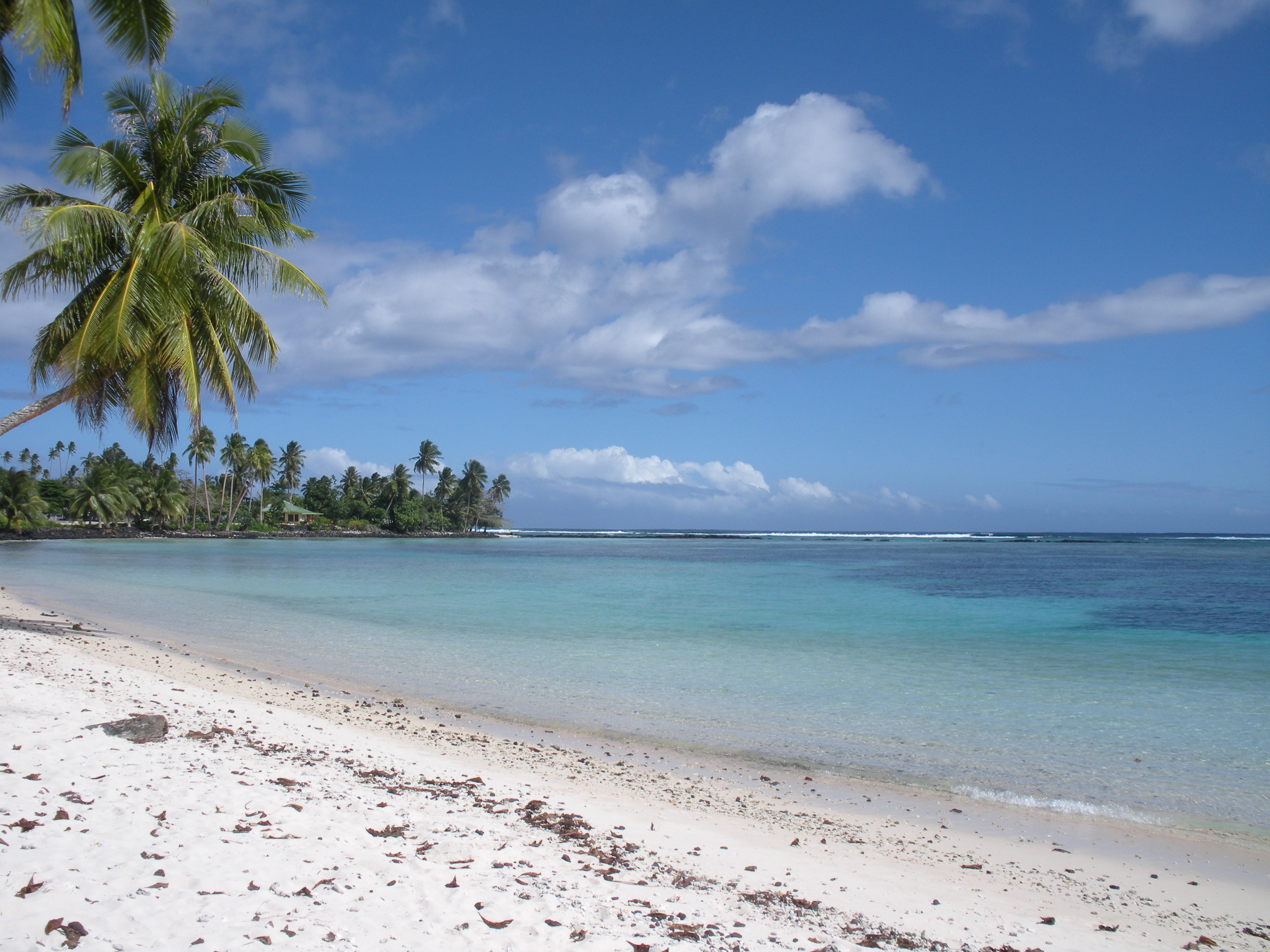
Upolu egy tengerparti képe

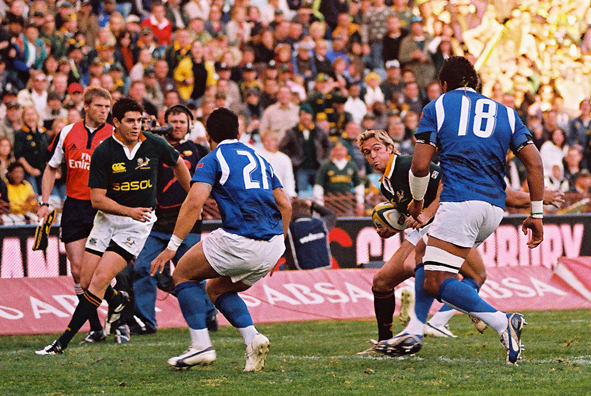
Szamoai rögbicsapat

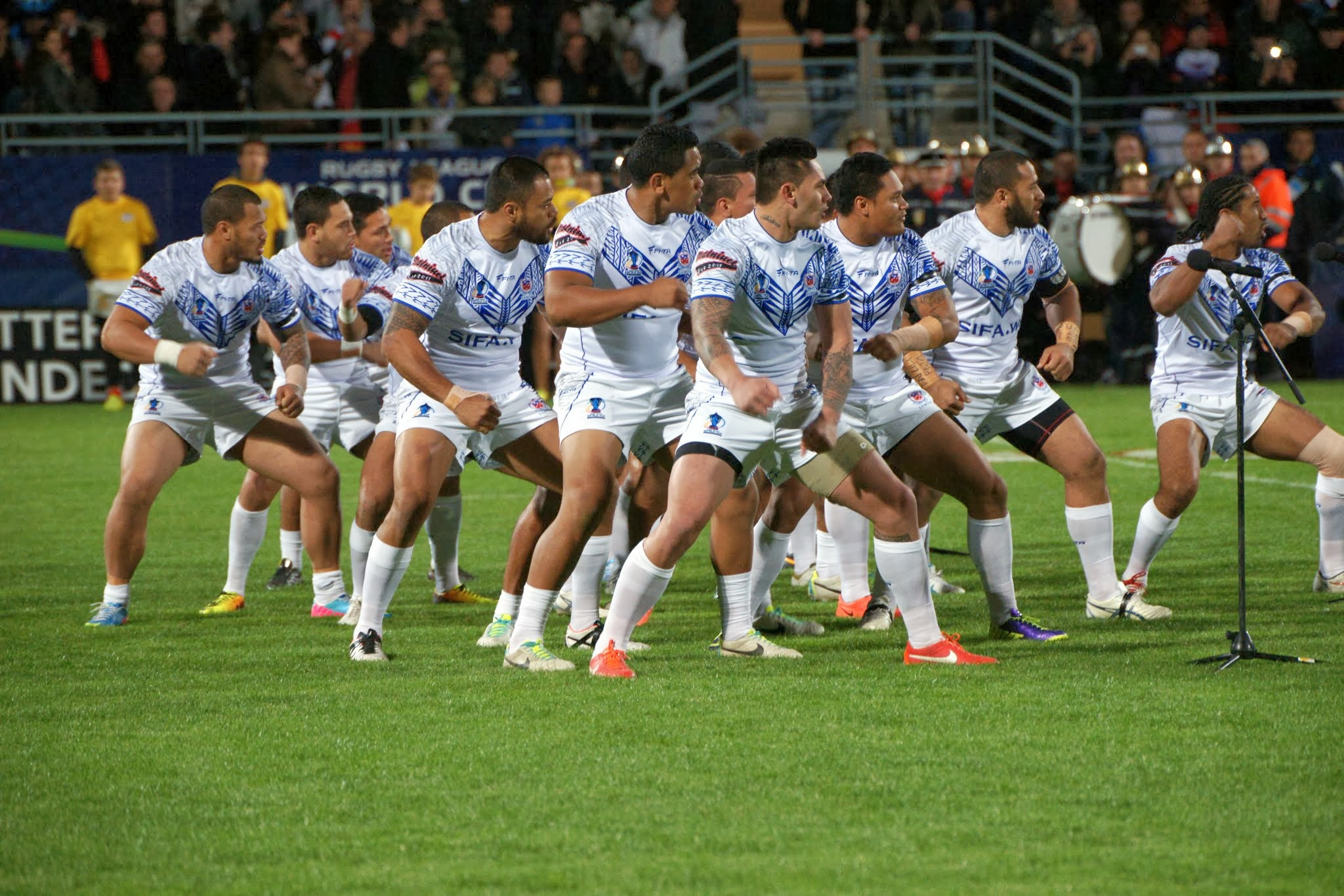
A szamoai nemzeti rögbiválogatott a Siva Tau elnevezésű táncot adja elő

Esőerdővel borított sziklás hegyeivel és homokos strandjaival Szamoa igazi trópusi paradicsom. A természeti környezet és a jó közbiztonság minden évben számos turistát vonzz, akiknek száma folyamatosan növekszik: míg 2010-ben 124 000 turista érkezett, 2018-ban már 191 000-en látogatták meg a szigetországot. Népszerű turista célpontok a jól kiépített infrastruktúrával rendelkező Upolu központi hegyvidékének akár 100 m magas vízesései, krátertavai és tanösvényei, valamint a sziget strandjai. Savaiʻi nehezebben megközelíthető, de sokan felkeresik látványos lávamezőit, barlangjait és fúvóit (blowhole). Számos látogatót vonzanak a búvárkodás lehetőségei a partmenti vizekben és a korallzátonyokon. A kulturális turizmus célpontjai a különböző őslakos ünnepek, falvak és táncok, valamint  a híres író, Robert Louis Stevenson házából kialakított múzeum.

## Sport
A szigetország nemzeti sportja a rögbi, a tehetséges szamoai játékosok régóta játszanak különböző nagynevű szamoai, új-zélandi és amerikai csapatokban. A hétköznapokban közkedvelt sport még a krikett helyi változata, a kirikiti, amelyben nincsen korlátozva a résztvevő játékosok létszáma. A falvak gyakran rendeznek egymás között bajnokságokat, amelyek fontos közösségi eseménynek számítanak és általában nagy népünnepély kíséri őket, amihez a vendéglátó község biztosítja a szükséges étel és italmennyiséget. A polinézek vendéghajós kenuik segítségével népesítették be a csendes-óceáni szigetvilágot és az evezés hagyományos hajókkal továbbra is népszerű sport a helyiek körében. A legtöbb kenu csak a nyugodt vízű lagúnákban használható, de készülnek komolyabb szerkezetű nyílt óceáni evezős csónakok is. Hagyományos bennszülött sportok még a futóverseny, a kakasviadal, a helyi darts (tiak) és a dárdahajítás is. A futball is népszerű sport, bár a szamoai labdarúgó-válogatott nem ért el jelentősebb sikereket az elmúlt években. A szamoai labdarúgó-bajnokság 1968-ban alakult meg, nem sokkal a függetlenné válás után.

### Olimpia
Szamoa 1984-ben vett először részt az olimpiai játékokon, azóta minden nyári olimpián képviseltette magát. A téli játékokon még nem vett részt. Eddig összesen egy ezüstérmet szerzett, amelyet a 2008-as pekingi olimpián nyert el. Ele Opeloge női súlyemelő eredetileg negyedik helyen végzett a sporteseményen, azonban egy utólagos vizsgálat 2016-ban bebizonyította, hogy a második és a harmadik helyezett versenyző doppingolt, így a második helyezettnek járó díjat utólagosan a szamoai színekben részt vett versenyzőnek ítélte a bizottság. A Szamoai Sportszövetség és Nemzeti Olimpiai Bizottság 1983-ban alakult meg.

## Ünnepek
Az alábbi táblázat Szamoa hivatalos állami ünnepeit sorolja fel.

| Dátum         | Magyar név                      | Szamoai név                     | Megjegyzés                                                                                      |
| ------------- | ------------------------------- | ------------------------------- | ----------------------------------------------------------------------------------------------- |
| Január 1.     | Újév                            | Po vaelua o le Tausaga Fou      |                                                                                                 |
| Január 2.     | Szilveszter napját követő nap   | Aso i le maeʻa o le Tausaga Fou |                                                                                                 |
| –             | Nagypéntek                      | Manuia le Aso Faraile           | dátum változó                                                                                   |
| –             | Nagyszombat                     | Manuia le Aso Faraile           | dátum változó                                                                                   |
| –             | Húsvétvasárnap                  | Aso Sa o le Eseta               | dátum változó                                                                                   |
| –             | Húsvéthétfő                     | Aso Gafua o le Eseta            | dátum változó                                                                                   |
| Május 11.     | Anyák napja                     | Aso o Tina                      |                                                                                                 |
| Június 1.     | Függetlenség napja              | Aso Tutoʻatasi                  | Az ország 1962-ben nyerte el függetlenségét Új-Zélandtól Nyugat-Szamoai Független Állam néven   |
| Augusztus 10. | Apák napja                      | Aso o Tama                      |                                                                                                 |
| Október 12.   | Lotu a Tamaiti (Fehér Vasárnap) | Lotu a Tamaiti                  | Közös ünnep Amerikai Szamoával, a lakosok fehér ruhába öltöznek, a gyermekek ajándékokat kapnak |
| December 25.  | Karácsony                       | Kerisimasi                      |                                                                                                 |
| December 26.  | Karácsony másnapja (Boxing Day) | Aso fusu                        |                                                                                                 |